# Patricia Aguilar García
Patricia Aguilar García (Ciudad de México, 20 de agosto de 1952) es una política mexicana perteneciente al Partido Revolucionario Institucional PRI. Entre el 2000 y el 2003 ofició como Diputada por la LVIII Legislatura del Congreso de la Unión de México representando al estado de Chiapas.

## Carrera
Tras licenciarse en Psicología en la UNAM, en la década de 1970 se vinculó oficialmente con el Partido Revolucionario Institucional, desempeñando varios cargos a lo largo de las décadas de 1980 y 1990 como Coordinadora de Finanzas y Presidenta de la Comisión Temática del partido.
Vinculada al gobierno del estado de Chiapas, en 1989 laboró en cargos como directora general de Protección Civil y Rehabilitación, Coordinadora del Programa de Integración de la Mujer al Desarrollo, Secretaria de Desarrollo Rural y Secretaria Particular del Secretario de Gobierno. Inició la década de 2000 representando al estado como Diputada por la LVIII Legislatura del Congreso de la Unión de México, presidiendo además la comisión de Población, Fronteras y Asuntos Migratorios.